# Фіджі на літніх Олімпійських іграх 2020
Фіджі на літніх Олімпійських іграх 2020 представляли тридцять спортсменів у шести видах спорту.

## Спортсмени
| Вид спорту       | Чоловіки | Жінки | Загалом |
| ---------------- | -------- | ----- | ------- |
| Легка атлетика   | 1        | 0     | 1       |
| Дзюдо            | 1        | 0     | 1       |
| Регбі-7          | 12       | 12    | 24      |
| Вітрильний спорт | 0        | 1     | 1       |
| Плавання         | 1        | 1     | 2       |
| Настільний теніс | 0        | 1     | 1       |
| Загалом          | 15       | 15    | 30      |